# Soundelux Design Music Group
Soundelux Design Music Group – studio dźwiękowe znajdujące się w Hollywood. Soundelux specjalizuje się w tworzeniu i nagrywaniu efektów dźwiękowych, muzyki i narracji w filmach i grach komputerowych. Właścicielem spółki jest CSS Studios, który odkupił studio od Ascent Media.

## Filmy
- Helikopter w ogniu
- Kroniki Riddicka
- Kill Bill
- Mission: Impossible III
- Shrek

## Gry komputerowe
2008
- Metal Gear Solid 4: Guns of the Patriots – Konami
- Bionic Commando – Capcom
- ToonTown Online – Disney-VR Studio

2007
- Metal Gear Solid: Portable Ops  – Konami
- Monster Hunter Freedom 2 – Capcom
- Assassin’s Creed – Ubisoft
- God of War 2 – SCEA
- Devil May Cry 4 – Capcom
- Transformers: The Game – Activision
- High School Musical (gra) – Disney Interactive
- Lair – SCEA
- Surf’s Up – Ubisoft
- Crysis – Crytek
- Golden Compass – F9E/Sega
- Pirates of the Caribbean 3: At World’s End – Disney Interactive Studios
- Pirates of the Caribbean Online – Disney VR Studio
- Age of Empires: The Asian Dynasties – Ensemble Studios/Microsoft
- Syphon Filter: Logan's Shadow – SCEA
- Stranglehold – Midway
- Hannah Montana (gra komputerowa) – Disney Interactive Studios

2006
- Lost Planet: Extreme Condition – Capcom
- Marc Eckō's Getting Up: Contents Under Pressure – Atari
- Marvel: Ultimate Alliance – Activision
- Dead Rising – Capcom
- Onimusha: Dawn Of Dreams – Capcom
- SOCOM U.S. Navy Seals: Combined Assault – SCEA
- SOCOM U.S. Navy Seals: Fireteam Bravo 2 – SCEA
- Piraci z Karaibów: Skrzynia umarlaka – Disney Interactive Studios
- Star Trek: Legacy – Bethesda Softworks
- Syphon Filter: Dark Mirror – SCEA
- The Fast and the Furious – Namco Bandai
- Monster Hunter 2 – Capcom
- The Lord of the Rings: The Battle for Middle-earth II – Electronic Arts
- Final Fight: Streetwise – Capcom

2005
- God Of War – SCEA
- Area 51 – Midway
- Need for Speed: Most Wanted – Electronic Arts
- Lineage II: The Chaotic Chronicle – NC Soft
- Resident Evil 4 – Capcom

2004
- Shadow Ops: Red Mercury – Zombie Entertainment/Atari
- The Chronicles of Riddick: Escape from Butcher Bay – Vivendi Universal Games
- The Lord of the Rings: Battle for Middle Earth – Electronic Arts
- Everquest 2 – SCEA

2003
- Terminator 3: Rise of the Machines – Atari
- Viewtiful Joe – Capcom

Klasyczne
- Mechwarrior 2: 31st Century Combat – Activision
- Descent – Interplay
- Pitfall: The Mayan Adventure – Activision